# 吉姆 (马名)

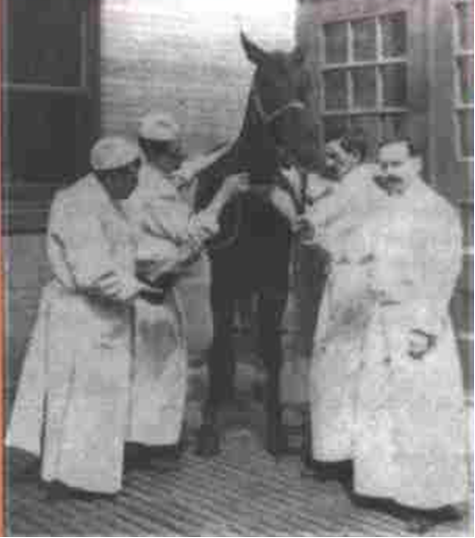
吉姆

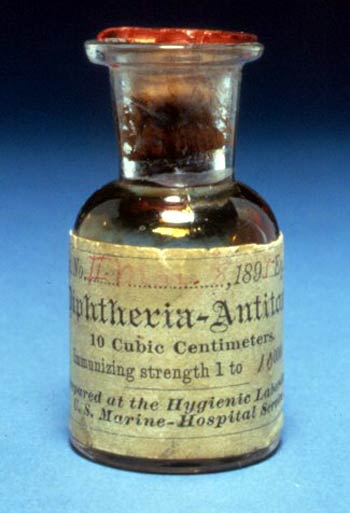
生产于的1895年的白喉抗毒素药瓶

吉姆是一匹前拉车马，它被用于生产含有白喉抗毒素（针对白喉毒素的抗体）的血浆 。 在他的职业生涯中，吉姆生产了超过30夸脱（7.5美国加仑）的白喉抗毒素。 然而，在1901年10月2日，吉姆出现破伤风的症状并被执行了安乐死。 之后，一个圣路易斯的女孩的死被追溯到吉姆污染的抗体血浆中，人们发现标记为9月30日的血浆中含有潜伏期的破傷風梭菌。 而只要在使用血浆前经过检测，这种污染可以轻易被发现。 此外，9月30日的样品被用于填充标有"8月24日"的药瓶，而真正生产于8月24日的样品被证明是没有受到的细菌污染的。
这些监管上的疏忽使得抗毒素得以被分发并最终造成的12个孩子的死亡。 这场事故与另一场类似原因引发的天花疫苗污染案一起，催生了1902年 《生物制品管制法》的通过和药品评价和研究中心（CDER，Center for Drug Evaluation and Research）的成立。 吉姆的不幸，和随之引发的悲剧和反应，成为确立生物制品的监管的先例，促发了1906年美国食品药品监督管理局（或称FDA）的成立。